# Великий Ліс (Бучанський район)
Вели́кий Ліс —  село в Україні, у Бучанському районі Київської області. Населення становить 14 осіб. Входить до складу Бородянської селищної громади.

## Географія
Біля села протікає річка Коблиця, права притока Талі.
| Україна | Це незавершена стаття з географії України. Ви можете допомогти проєкту, виправивши або дописавши її. |